# 子の扶養・監護手続に関する統一州法
子の扶養・監護手続に関する統一法（このふよう・かんごてつづきにかんするとういつほう、英語: Uniform CHild Custody Jurisdiction & Enforcement Act　("UCCJEA") ）は、アメリカの48州、ワシントンDC特別区、グアムとバージニア諸国において統一法として制定された法律である。2009年9月の時点で、この法律を適用していない州は、マサチューセッツ州とバーモント州のみであり、プエルトリコも入っていない。
この法律は、州によって子どもの親権や監護権の法律が違うアメリカで、自分にとって有利になる州に移動する親権者や、それぞれの州で親権者が異なることなどによる法律の乱用をふせぐために制定された法律である。子どもは、過去6ヶ月以上居住すると、その州での裁判管轄権を得る。